# Sambirejo (Bringin)
Sambirejo is een bestuurslaag in het regentschap Semarang van de provincie Midden-Java, Indonesië. Sambirejo telt 3093 inwoners (volkstelling 2010).